# 南小樽
南小樽（みなみおたる）とは北海道小樽市の地区名、汎称地名。その指す範囲には諸説あるが、小樽市総合計画では、住ノ江、住吉町、有幌町、信香町、若松、奥沢、天神、真栄、潮見台、新富町、勝納町、若竹町、築港を南小樽地区としている。
「南樽」（なんたる）と省略されることもあり、商業施設などでもしばしば用いられている。

## 概要
南小樽地区は、かつて小樽の中心として発展し、現在でも小樽市立病院を中心に、市の中核を担っている地区。中央を流れる勝納川沿いには、古くからゴム工場や酒造工場が立地し、今でも北海道はおろか日本国内でもゴム長靴シェアが高い第一ゴムやミツウマが健在している。

## 交通

### 鉄道
北海道旅客鉄道（JR北海道）
- 函館本線南小樽駅、小樽築港駅
- 北海道新幹線（整備新幹線）が札幌まで延伸された場合、天神2丁目に新小樽駅（仮称）が設置される予定

### 路線バス
- 北海道中央バス - 札樽線 (北海道中央バス)、真栄営業所、おたもい営業所参照
- ジェイ・アール北海道バス - 札樽線 (ジェイ・アール北海道バス)参照

### 道路
高速自動車国道
- 札樽自動車道小樽IC

一般国道
- 国道5号
- 国道393号

北海道道
- 北海道道17号小樽港線
- 北海道道697号天神南小樽停車場線
- 北海道道956号小樽環状線

## 施設

### 官公庁
- 小樽警察署若松交番
- 小樽市水道局奥沢水源池

### 郵便局
- 小樽住吉郵便局
- 小樽奥沢郵便局
- 小樽奥沢三郵便局

### 金融機関
- 北洋銀行奥沢口支店
- 北陸銀行小樽支店奥沢出張所

### 医療機関
- 社会福祉法人北海道社会事業協会小樽病院
- 小樽市立病院
- 医療法人社団青優会南小樽病院

### 教育機関
公立高等学校
- 北海道小樽潮陵高等学校

市立中学校
- 小樽市立向陽中学校
- 小樽市立潮見台中学校

市立小学校
- 小樽市立量徳小学校
- 小樽市立奥沢小学校
- 小樽市立天神小学校
- 小樽市立潮見台小学校

中高一貫私立
- 双葉中学校・高等学校

### 名所・観光スポット
- 南樽市場
- 田中酒造亀甲蔵
- 北の誉酒泉館
- 住吉神社
- 龍徳寺